# Bistolida stolida
Espèce
Bistolida stolida (anciennement Cypraea stolida) est une espèce de mollusques gastéropodes appartenant à la famille des Cypraeidae ("porcelaines").
- Répartition : océan Indien et centre de l'océan Pacifique.
- Longueur : 4,6 cm.

## Liste des sous-espèces
Selon NCBI (28 avr. 2010) :
- sous-espèce Bistolida stolida clavicola
- sous-espèce Bistolida stolida diagues
- sous-espèce Bistolida stolida rubiginosa
- sous-espèce Bistolida stolida stolida

Selon World Register of Marine Species (28 avr. 2010) :
- sous-espèce Bistolida stolida brianoi  Lorenz, 2002
- sous-espèce Bistolida stolida clavicola  Lorenz, 1998
- sous-espèce Bistolida stolida salaryensis  Bozzetti, 2008
- sous-espèce Bistolida stolida uvongoensis  Massier, 2004

## Philatélie
Ce coquillage figure sur une émission de Nouvelle-Calédonie de 1981 (valeur faciale : 13 F).

## Source
- (en) Gastropods.com